# X Factor (Italia) (terza edizione)
(Francesco Facchinetti dando la linea alla pubblicità)
La terza edizione del talent show musicale X Factor è andata in onda in prima serata su Rai 2 dal 10 settembre al 2 dicembre 2009 per tredici puntate.
Anche questa edizione è condotta da Francesco Facchinetti. Il 16 giugno 2009 Claudia Mori ha confermato la sua partecipazione al programma su Rai Due come sostituta di Simona Ventura, che aveva partecipato alle precedenti edizioni.
Il premio per il vincitore è un contratto discografico del valore di 300000 € e la pubblicazione del singolo contenente l'inedito proposto la sera della finale dal vincitore. Inoltre in questa edizione il vincitore del programma parteciperà di diritto alla gara nella sezione "Artisti" del Festival di Sanremo. Il 2 dicembre 2009 la vittoria è stata assegnata a Marco Mengoni della categoria di Morgan.
Il sabato va in onda Processo a X Factor, un talk-show dove si "processano" i giudici e i concorrenti con opinionisti in studio. Una grande novità caratterizza questa nuova edizione. Nell'ambito dell'X Factor Casting Tour è stato allestito una sorta di villaggio dove, oltre alle salette dedicate alle audizioni, un grande palco ha ospitato una serie di eventi che hanno animato le giornate e le serate.

## Il programma

### Provini
La fase dei provini di fronte ai tre giudici è stata trasmessa dal 31 agosto al 5 settembre 2009. Nei primi tre giorni le selezioni si sono svolte normalmente, davanti ai tre giudici. Da giovedì a sabato, tuttavia, Claudia Mori è stata assente dai provini per un grave lutto familiare. Per passare alla fase successiva, pertanto, i cantanti avevano bisogno dei sì di entrambi i giudici presenti: Morgan e Mara Maionchi.

### Bootcamp e scelta finale
In questa fase, in onda da domenica 6 settembre 2009, i giudici hanno avuto la possibilità di scegliere, individualmente, i cantanti da far passare al terzo provino e alla prima serata del programma. In una villa poco fuori Milano, prima di incontrare i cantanti arrivati a questa fase, la produzione ha assegnato le categorie ai tre giudici.
- Morgan: 16-24
- Mori: 25+
- Maionchi: gruppi vocali

Nelle giornate di domenica 6 settembre e lunedì 7 settembre, sono state trasmesse le scelte di Morgan, affiancato da Carlo Carcano in qualità di vocal coach. Martedì 8 settembre Claudia Mori ha presentato il suo vocal coach, Roberto Vernetti e ridotto il suo gruppo di aspiranti prima a sette e poi a quattro cantanti. Infine, Mara Maionchi ha fatto le sue scelte (passando prima a otto gruppi e infine ai quattro definitivi) nella puntata trasmessa mercoledì 9 settembre. È stata aiutata da Alberto Salerno perché il suo vocal coach, Gaudi era in Australia per lavoro.

Alla scelta finale sono arrivati otto finalisti per ogni categoria. Qui sono stati sottoposti ad un ultimo verdetto, sulla base di una sola canzone con la quale convincere il giudice corrispondente per riuscire ad arrivare in finale. Solo quattro artisti per ogni categoria approderanno alla prima puntata serale.
| 16-24         | Morgan   | Carlo Carcano    | Francesca Fiaschetti | Michael Hassan     | Stefania Panizzo | Luca Tudisca |
| 25+           | Mori     | Roberto Vernetti | Claudio Pilloni      | Francesca Trissati | Barbara Vesce    |              |
| Gruppi Vocali | Maionchi | Gaudi            | Diamond Sisters      | Onde Road          | Sorrows          | The Menlove  |

Nota: Claudia Mori ha selezionato solo 7 cantanti da portare alla Scelta Finale, anziché i convenzionali 8.

## Finalisti
In questo spazio sono elencati i cantanti approdati alla prima puntata del programma. In rosa sono indicati gli eliminati. Sono cancellati i cantanti che, nelle puntate con integrazione, non sono stati scelti per entrare in gara. In verde è indicato il vincitore.
| Categoria (giudice)      | Cantanti          | Cantanti                | Cantanti           | Cantanti                   | Integrazioni    | Integrazioni      | Integrazioni         | Integrazioni      |
| Categoria (giudice)      | Cantanti          | Cantanti                | Cantanti           | Cantanti                   | 3ª Puntata      | 5ª Puntata        | 7ª Puntata           | 9ª Puntata        |
| ------------------------ | ----------------- | ----------------------- | ------------------ | -------------------------- | --------------- | ----------------- | -------------------- | ----------------- |
| 16-24 (Morgan)           | Ornella Felicetti | Marco Mengoni           | Chiara Ranieri     | Silver (Silvio Barbieri)   | Mario Spada     | Cristiana Soriano | Gabriella Martinelli | Angelo Luisi      |
| 25+ (Mori)               | Francesca Ciampa  | Damiano Fiorella        | Francesco Gramegna | Sofia (Francesca Xefteris) | Patrizio Viozzi | Tatiana Vignati   | Giuliano Rassu       | Paola Canestrelli |
| Gruppi Vocali (Maionchi) | A&K               | Horrible Porno Stuntmen | Luana Biz          | Yavanna                    | Charms          | The Menlove       | Fading Memories      | Spencer Wi-Fi     |

### Il caso degli A&K
Gli A&K, uno dei gruppi vocali scelti da Mara Maionchi, è finito nell'occhio del ciclone poco prima della data di inizio del programma.
La ragazza del duo, Chiara Rigoli, è stata squalificata perché è figlia di una dipendente della Rai e ai dipendenti della Rai e delle società coinvolte nella realizzazione del programma (e anche loro parenti) è vietato, per regolamento, partecipare come concorrenti.
Mara Maionchi ha deciso di tenere il gruppo, affiancando ad Andrea Di Donna il cantante degli over 25 Daniele Vit, scartato da Claudia Mori nella prima scrematura ai Bootcamp.

## Ascolti
Andato in onda a soli tre mesi di distanza dalla seconda edizione e con una forte controprogrammazione, fra cui le partite di Champions League, la terza edizione del talent ha registrato una media del 12% di share rispetto a quella del 14% della precedente edizione.
| Data                   | Spettatori | Share  | Data                  | Spettatori | Share  |
| ---------------------- | ---------- | ------ | --------------------- | ---------- | ------ |
| Giovedì 10 settembre   | 2 333 000  | 12,64% | Mercoledì 28 ottobre  | 2 262 000  | 10,26% |
| Mercoledì 16 settembre | 2 060 000  | 10,53% | Mercoledì 4 novembre  | 2 403 000  | 11,27% |
| Mercoledì 23 settembre | 2 233 000  | 11,38% | Mercoledì 11 novembre | 2 321 000  | 11,24% |
| Mercoledì 30 settembre | 2 328 000  | 12,34% | Mercoledì 18 novembre | 2 653 000  | 12,68% |
| Mercoledì 7 ottobre    | 2 114 000  | 11,26% | Mercoledì 25 novembre | 2 576 000  | 12,75% |
| Mercoledì 14 ottobre   | 2 136 000  | 11,41% | Mercoledì 2 dicembre  | 3 446 000  | 19,39% |
| Mercoledì 21 ottobre   | 2 114 000  | 9,87%  | Media                 | 2 383 000  | 12,08% |

## Riassunto delle puntate

### Tabella delle eliminazioni
- 16-24 (Morgan)
- +25 (Claudia Mori)
- Gruppi Vocali (Mara Maionchi)

|            |                         | 1ª Puntata            | 2ª Puntata                          | 3ª Puntata             | 4ª Puntata             | 5ª Puntata             | 6ª Puntata             | 6ª Puntata             | 7ª Puntata             | 8ª Puntata             | 9ª Puntata             | 10ª Puntata            | 11ª Puntata             | 12ª Puntata             | FINALE 13ª Puntata      | FINALE 13ª Puntata      |                       |
| 1º round   | 2º round                | 1ª Puntata            | 2ª Puntata                          | 3ª Puntata             | 4ª Puntata             | 5ª Puntata             | 6ª Puntata             | 6ª Puntata             | 7ª Puntata             | 8ª Puntata             | 9ª Puntata             | 10ª Puntata            | 11ª Puntata             | 12ª Puntata             |                         |                         |                       |
| ---------- | ----------------------- | --------------------- | ----------------------------------- | ---------------------- | ---------------------- | ---------------------- | ---------------------- | ---------------------- | ---------------------- | ---------------------- | ---------------------- | ---------------------- | ----------------------- | ----------------------- | ----------------------- | ----------------------- | --------------------- |
|            | Marco                   | Salvo                 | Salvo                               | Salvo                  | Salvo                  | Salvo                  | Salvo                  | -                      | Salvo                  | Salvo                  | Salvo                  | Salvo                  | Salvo                   | Salvo                   | Salvo                   | Vincitore (13ª Puntata) |                       |
|            | Giuliano                | Non in gara           | Non in gara                         | Non in gara            | Non in gara            | Non in gara            | Non in gara            | Non in gara            | Non in gara            | Salvo                  | Salvo                  | Salvo                  | Salvo                   | Salvo                   | Salvo                   | Secondo (13ª Puntata)   | Secondo (13ª Puntata) |
|            | Yavanna                 | Salve                 | Ultimi Due                          | Salve                  | Salve                  | Salve                  | -                      | Ultimi Due             | Salve                  | Ultimi Due             | Salve                  | Salve                  | Ultimi Due              | Ultimi Due              | Ultime                  | Terze (13ª Puntata)     | Terze (13ª Puntata)   |
|            | Silver                  | Salvo                 | Salvo                               | Salvo                  | Salvo                  | Salvo                  | -                      | Salvo                  | Salvo                  | Salvo                  | Salvo                  | Ultimi Due             | Salvo                   | Ultimi Due              | Eliminato (12ª Puntata) | Eliminato (12ª Puntata) |                       |
|            | Paola                   | Non in gara           | Non in gara                         | Non in gara            | Non in gara            | Non in gara            | Non in gara            | Non in gara            | Non in gara            | Non in gara            | Non in gara            | Salva                  | Ultimi Due              | Eliminata (11ª Puntata) | Eliminata (11ª Puntata) | Eliminata (11ª Puntata) |                       |
|            | Chiara                  | Salva                 | Salva                               | Salva                  | Salva                  | Salva                  | -                      | Salva                  | Salva                  | Salva                  | Ultimi Due             | Ultimi Due             | Eliminata (10ª Puntata) | Eliminata (10ª Puntata) | Eliminata (10ª Puntata) | Eliminata (10ª Puntata) |                       |
|            | Sofia                   | Salva                 | Salva                               | Salva                  | Ultimi Due             | Ultimi Due             | Salva                  | -                      | Salva                  | Salva                  | Ultimi Due             | Eliminata (9ª Puntata) | Eliminata (9ª Puntata)  | Eliminata (9ª Puntata)  | Eliminata (9ª Puntata)  | Eliminata (9ª Puntata)  |                       |
|            | Damiano                 | Salvo                 | Salvo                               | Salvo                  | Salvo                  | Salvo                  | Ultimi Due             | -                      | Ultimi Due             | Ultimi Due             | Eliminato (8ª Puntata) | Eliminato (8ª Puntata) | Eliminato (8ª Puntata)  | Eliminato (8ª Puntata)  | Eliminato (8ª Puntata)  | Eliminato (8ª Puntata)  |                       |
|            | Cristiana               | Non in gara           | Non in gara                         | Non in gara            | Non in gara            | Non in gara            | Salva                  | -                      | Ultimi Due             | Eliminata (7ª Puntata) | Eliminata (7ª Puntata) | Eliminata (7ª Puntata) | Eliminata (7ª Puntata)  | Eliminata (7ª Puntata)  | Eliminata (7ª Puntata)  | Eliminata (7ª Puntata)  |                       |
|            | Francesca               | Salva                 | Salva                               | Ultimi Due             | Salva                  | Salva                  | -                      | Ultimi Due             | Eliminata (6ª Puntata) | Eliminata (6ª Puntata) | Eliminata (6ª Puntata) | Eliminata (6ª Puntata) | Eliminata (6ª Puntata)  | Eliminata (6ª Puntata)  | Eliminata (6ª Puntata)  | Eliminata (6ª Puntata)  |                       |
|            | Luana Biz               | Salvi                 | Salvi                               | Salvi                  | Salvi                  | Salvi                  | Ultimi Due             | Eliminati (6ª Puntata) | Eliminati (6ª Puntata) | Eliminati (6ª Puntata) | Eliminati (6ª Puntata) | Eliminati (6ª Puntata) | Eliminati (6ª Puntata)  | Eliminati (6ª Puntata)  | Eliminati (6ª Puntata)  | Eliminati (6ª Puntata)  |                       |
|            | Mario                   | Non in gara           | Non in gara                         | Non in gara            | Salvo                  | Ultimi Due             | Eliminato (5ª Puntata) | Eliminato (5ª Puntata) | Eliminato (5ª Puntata) | Eliminato (5ª Puntata) | Eliminato (5ª Puntata) | Eliminato (5ª Puntata) | Eliminato (5ª Puntata)  | Eliminato (5ª Puntata)  | Eliminato (5ª Puntata)  | Eliminato (5ª Puntata)  |                       |
|            | Ornella                 | Salva                 | Salva                               | Salva                  | Ultimi Due             | Eliminata (4ª Puntata) | Eliminata (4ª Puntata) | Eliminata (4ª Puntata) | Eliminata (4ª Puntata) | Eliminata (4ª Puntata) | Eliminata (4ª Puntata) | Eliminata (4ª Puntata) | Eliminata (4ª Puntata)  | Eliminata (4ª Puntata)  | Eliminata (4ª Puntata)  | Eliminata (4ª Puntata)  |                       |
|            | A&K                     | Ultimi Due            | Salvi                               | Ultimi Due             | Eliminati (3ª Puntata) | Eliminati (3ª Puntata) | Eliminati (3ª Puntata) | Eliminati (3ª Puntata) | Eliminati (3ª Puntata) | Eliminati (3ª Puntata) | Eliminati (3ª Puntata) | Eliminati (3ª Puntata) | Eliminati (3ª Puntata)  | Eliminati (3ª Puntata)  | Eliminati (3ª Puntata)  | Eliminati (3ª Puntata)  |                       |
|            | Horrible Porno Stuntmen | Salvi                 | Ultimi Due                          | Eliminati (2ª Puntata) | Eliminati (2ª Puntata) | Eliminati (2ª Puntata) | Eliminati (2ª Puntata) | Eliminati (2ª Puntata) | Eliminati (2ª Puntata) | Eliminati (2ª Puntata) | Eliminati (2ª Puntata) | Eliminati (2ª Puntata) | Eliminati (2ª Puntata)  | Eliminati (2ª Puntata)  | Eliminati (2ª Puntata)  | Eliminati (2ª Puntata)  |                       |
|            | Francesco               | Ultimi Due            | Eliminato (1ª Puntata)              | Eliminato (1ª Puntata) | Eliminato (1ª Puntata) | Eliminato (1ª Puntata) | Eliminato (1ª Puntata) | Eliminato (1ª Puntata) | Eliminato (1ª Puntata) | Eliminato (1ª Puntata) | Eliminato (1ª Puntata) | Eliminato (1ª Puntata) | Eliminato (1ª Puntata)  | Eliminato (1ª Puntata)  | Eliminato (1ª Puntata)  | Eliminato (1ª Puntata)  |                       |
| Ultimi due | Ultimi due              | A&K, Francesco        | Yavanna, Horrible Porno Stuntmen    | Francesca, A&K         | Ornella, Sofia         | Sofia, Mario           | Luana Biz, Damiano     | Francesca, Yavanna     | Cristiana, Damiano     | Yavanna, Damiano       | Sofia, Chiara          | Chiara, Silver         | Paola, Yavanna          | Silver, Yavanna         |                         |                         |                       |
|            | Voto di Morgan          | ---                   | Horrible Porno Stuntmen             | ---                    | Sofia                  | Sofia                  | Luana Biz              | Francesca              | Damiano                | Damiano                | Sofia                  | Chiara                 | Paola                   | Yavanna                 | -                       | -                       |                       |
|            | Voto di Claudia         | Francesco             | Yavanna                             | A&K                    | Ornella                | Mario                  | Luana Biz              | Yavanna                | Cristiana              | Yavanna                | Chiara                 | Silver                 | Yavanna                 | Silver                  | -                       | -                       |                       |
|            | Voto di Mara            | Francesco             | Horrible Porno Stuntmen             | A&K                    | Ornella                | Mario                  | Damiano                | Francesca              | Cristiana              | Damiano                | Sofia                  | Chiara                 | Paola                   | Silver                  | -                       | -                       |                       |
| Eliminati  | Eliminati               | Francesco 2 voti su 2 | Horrible Porno Stuntmen 2 voti su 3 | A&K 2 voti su 2        | Ornella 2 voti su 3    | Mario 2 voti su 3      | Luana Biz 2 voti su 3  | Francesca 2 voti su 3  | Cristiana 2 voti su 3  | Damiano 2 voti su 3    | Sofia 2 voti su 3      | Chiara 2 voti su 3     | Paola 2 voti su 3       | Silver 2 voti su 3      | Yavanna terze           | Giuliano secondo 48%    |                       |
| Eliminati  | Eliminati               | Francesco 2 voti su 2 | Horrible Porno Stuntmen 2 voti su 3 | A&K 2 voti su 2        | Ornella 2 voti su 3    | Mario 2 voti su 3      | Luana Biz 2 voti su 3  | Francesca 2 voti su 3  | Cristiana 2 voti su 3  | Damiano 2 voti su 3    | Sofia 2 voti su 3      | Chiara 2 voti su 3     | Paola 2 voti su 3       | Silver 2 voti su 3      | Yavanna terze           | Marco vincitore 52%     |                       |

## Dettaglio delle puntate

### Prima puntata
Data: Giovedì 10 settembre 

Ospiti: Noemi e Fiorella Mannoia

Canzoni cantate dagli ospiti: L'amore si odia (Noemi e Fiorella Mannoia)
| Ordine       | Cantante                | Giudice  | Canzone (cantante originale)                                               | Risultato  |
| ------------ | ----------------------- | -------- | -------------------------------------------------------------------------- | ---------- |
| 1            | A&K                     | Maionchi | I Still Haven't Found What I'm Looking For (U2)                            | Ultimi Due |
| 2            | Ornella                 | Morgan   | Malo (Bebe)                                                                | Salva      |
| 3            | Damiano                 | Mori     | La canzone dell'amore perduto (Fabrizio De André)                          | Salvo      |
| 4            | Yavanna                 | Maionchi | Con te partirò (Andrea Bocelli)                                            | Salve      |
| 5            | Marco                   | Morgan   | Man in the Mirror (Michael Jackson)                                        | Salvo      |
| 6            | Sofia                   | Mori     | Falco a metà (Gianluca Grignani)                                           | Salva      |
|              |                         |          |                                                                            |            |
| 7            | Francesca               | Mori     | Gli uomini non cambiano (Mia Martini)                                      | Salva      |
| 8            | Chiara                  | Morgan   | Smile (Charlie Chaplin)                                                    | Salva      |
| 9            | Horrible Porno Stuntmen | Maionchi | Tainted Love (Gloria Jones)                                                | Salvi      |
| 10           | Francesco               | Mori     | You're So Vain (Carly Simon)                                               | Ultimi Due |
| 11           | Silver                  | Morgan   | Rimmel (Francesco De Gregori)                                              | Salvo      |
| 12           | Luana Biz               | Maionchi | Sono solo canzonette (Edoardo Bennato)                                     | Salvi      |
| Ballottaggio |                         |          |                                                                            |            |
| 1            | A&K                     | Maionchi | Ci vuole un fisico bestiale (Luca Carboni) - Hallelujah (Jeff Buckley)     | Salvi      |
| 2            | Francesco               | Mori     | Hey Jude (The Beatles) - Come il sole all'improvviso (Zucchero Fornaciari) | Eliminato  |

Voto dei giudici per eliminare:
- Claudia Mori: Francesco, dicendo di "non voler barare" e ammettendo che gli A&K sono stati più bravi
- Mara Maionchi: Francesco, per salvare i suoi artisti, gli A&K.
- Morgan: Avrebbe eliminato Francesco se la scelta fosse caduta sulle sue spalle, ma consola Francesco dando voto di eliminazione per gli A&K (anche se la sua opinione non conta, perché ultima)

### Seconda puntata
Data: Mercoledì 16 settembre

Ospiti: Simple Minds

Canzoni cantate dagli ospiti: Stars Will Lead the Way (Simple Minds)
| Ordine       | Cantante                | Giudice  | Canzone (cantante originale)                                                 | Risultato  |
| ------------ | ----------------------- | -------- | ---------------------------------------------------------------------------- | ---------- |
| 1            | Sofia                   | Mori     | Ma il cielo è sempre più blu (Rino Gaetano)                                  | Salva      |
| 2            | Marco                   | Morgan   | L'amore si odia (Noemi e Fiorella Mannoia)                                   | Salvo      |
| 3            | Luana Biz               | Maionchi | Human (The Killers)                                                          | Salvi      |
| 4            | Damiano                 | Mori     | Un senso (Vasco Rossi)                                                       | Salvo      |
| 5            | Silver                  | Morgan   | Faith (George Michael)                                                       | Salvo      |
| 6            | Yavanna                 | Maionchi | Teardrop (Massive Attack)                                                    | Ultimi Due |
|              |                         |          |                                                                              |            |
| 7            | Chiara                  | Morgan   | Forbidden Colours (David Sylvian e Ryūichi Sakamoto)                         | Salva      |
| 8            | A&K                     | Maionchi | The Sound of Silence (Simon & Garfunkel)                                     | Salvi      |
| 9            | Francesca               | Mori     | Dammi solo un minuto (Pooh)                                                  | Salva      |
| 10           | Ornella                 | Morgan   | Luce (tramonti a nord est) (Elisa)                                           | Salva      |
| 11           | Horrible Porno Stuntmen | Maionchi | Torpedo blu (Giorgio Gaber)                                                  | Ultimi Due |
| Ballottaggio |                         |          |                                                                              |            |
| 1            | Yavanna                 | Maionchi | Earth Song (Michael Jackson) - My Heart Will Go On (Céline Dion)             | Salve      |
| 2            | Horrible Porno Stuntmen | Maionchi | Surfin' Bird (The Trashmen) - Oh mama, voglio l'uovo a la coque (Clem Sacco) | Eliminati  |

Voto dei giudici per eliminare:
- Morgan: Horrible Porno Stuntmen decidendo per cavalleria di salvare le Yavanna.
- Claudia Mori: Yavanna per lasciare la decisione a Mara essendo due cantanti della sua categoria.
- Mara Maionchi: Horrible Porno Stuntmen perché artisticamente meno forti delle Yavanna.

### Terza puntata
Data: Mercoledì 23 settembre

Tema musicale della serata: Musica degli anni ottanta 

Ospiti: Eros Ramazzotti, Neffa, Daria Bignardi

Canzoni cantate dagli ospiti: Lontano dal tuo sole (Neffa), Controvento (Ramazzotti), Cose della vita (Ramazzotti e Morgan)
| Ordine       | Cantante  | Giudice  | Canzone (cantante originale)                                       | Risultato  |
| ------------ | --------- | -------- | ------------------------------------------------------------------ | ---------- |
| 1            | Marco     | Morgan   | Notorious (Duran Duran)                                            | Salvo      |
| 2            | A&K       | Maionchi | Survivor (Mike Francis)                                            | Ultimi due |
| 3            | Francesca | Mori     | Nothing Compares 2 U (Sinéad O'Connor)                             | Ultimi due |
| 4            | Silver    | Morgan   | Vita (Gianni Morandi e Lucio Dalla)                                | Salvo      |
| 5            | Luana Biz | Maionchi | Club Tropicana (Wham!)                                             | Salvi      |
| 6            | Damiano   | Mori     | Bandiera bianca (Franco Battiato)                                  | Salvo      |
| 7            | Ornella   | Morgan   | Non sono una signora (Loredana Bertè)                              | Salva      |
| 8            | Yavanna   | Maionchi | Babooshka (Kate Bush)                                              | Salve      |
| 9            | Sofia     | Mori     | Overdose (d'amore) (Zucchero Fornaciari)                           | Salva      |
| 10           | Chiara    | Morgan   | I Want to Break Free (Queen)                                       | Salva      |
| Ballottaggio |           |          |                                                                    |            |
| 1            | Francesca | Mori     | Nessun dolore (Lucio Battisti) - Time After Time (Cyndi Lauper)    | Salva      |
| 2            | A&K       | Maionchi | When You Say Nothing at All (Ronan Keating) - Heaven (Bryan Adams) | Eliminati  |

Voto dei giudici per eliminare:
- Claudia Mori: A&K, per salvare la sua artista, Francesca
- Mara Maionchi: A&K, ammettendo che l'unione tra loro non ha funzionato
- Morgan: non vota perché è già stata raggiunta la maggioranza, ma avrebbe eliminato Francesca, come dirà nella puntata successiva

INTEGRAZIONE
| Ordine | Cantante | Giudice  | Canzone (cantante originale)             | Risultato |
| ------ | -------- | -------- | ---------------------------------------- | --------- |
| 1      | Patrizio | Mori     | It Takes a Fool to Remain Sane (The Ark) | Eliminato |
| 2      | Charms   | Maionchi | Tropicana (Gruppo Italiano)              | Eliminati |
| 3      | Mario    | Morgan   | Personal Jesus (Depeche Mode)            | In gara   |

### Quarta puntata
Data: Mercoledì 30 settembre

Ospiti: Tokio Hotel, Claudio Cecchetto 

Canzoni cantate dagli ospiti: Automatic (Tokio Hotel)
| Ordine       | Cantante  | Giudice  | Canzone (cantante originale)                                                   | Risultato  |
| ------------ | --------- | -------- | ------------------------------------------------------------------------------ | ---------- |
| 1            | Ornella   | Morgan   | One (U2)                                                                       | Ultimi due |
| 2            | Francesca | Mori     | The Boy Does Nothing (Alesha Dixon)                                            | Salva      |
| 3            | Yavanna   | Maionchi | Aria (Gianna Nannini)                                                          | Salve      |
| 4            | Mario     | Morgan   | La Crisi (Bluvertigo)                                                          | Salvo      |
| 5            | Damiano   | Mori     | Redemption Song (Bob Marley)                                                   | Salvo      |
|              |           |          |                                                                                |            |
| 6            | Marco     | Morgan   | Psycho Killer (Talking Heads)                                                  | Salvo      |
| 7            | Sofia     | Mori     | L'anno che verrà (Lucio Dalla)                                                 | Ultimi due |
| 8            | Chiara    | Morgan   | Perdere l'amore (Massimo Ranieri)                                              | Salva      |
| 9            | Luana Biz | Maionchi | I Don't Feel Like Dancin' (Scissor Sisters)                                    | Salvi      |
| 10           | Silver    | Morgan   | Svalutation (Adriano Celentano)                                                | Salvo      |
| Ballottaggio |           |          |                                                                                |            |
| 1            | Ornella   | Morgan   | Sempre (Lisa) - Don't Cry for Me, Argentina (Andrew Lloyd Webber, Tim Rice)    | Eliminata  |
| 2            | Sofia     | Mori     | Spaccacuore (Samuele Bersani) - Insieme a te non ci sto più (Caterina Caselli) | Salva      |

Voto dei giudici per eliminare:
- Morgan: Sofia, per salvare la sua artista, Ornella.
- Claudia Mori: Ornella, per salvare la sua artista, Sofia.
- Mara Maionchi: Ornella, dicendo di preferire il "cuore" di Sofia.

### Quinta puntata
Data: Mercoledì 7 ottobre

Ospiti: Federico Zampaglione (Tiromancino), Mika

Canzoni cantate dagli ospiti: La Descrizione di un Attimo/Due Destini (Federico Zampaglione); We Are Golden (Mika)
| Ordine       | Cantante  | Giudice  | Canzone (cantante originale)                                           | Risultato  |
| ------------ | --------- | -------- | ---------------------------------------------------------------------- | ---------- |
| 1            | Sofia     | Mori     | This Is the Life (Amy Macdonald)                                       | Ultimi due |
| 2            | Silver    | Morgan   | Non è nel cuore (Eugenio Finardi)                                      | Salvo      |
| 3            | Yavanna   | Maionchi | Smells Like Teen Spirit (Nirvana)                                      | Salve      |
| 4            | Marco     | Morgan   | My Baby Just Cares for Me (Nina Simone)                                | Salvo      |
|              |           |          |                                                                        |            |
| 5            | Mario     | Morgan   | Hello, I Love You (The Doors)                                          | Ultimi due |
| 6            | Luana Biz | Maionchi | Futura (Lucio Dalla)                                                   | Salvi      |
| 7            | Francesca | Mori     | Città vuota (Mina)                                                     | Salva      |
| 8            | Chiara    | Morgan   | Indaco dagli occhi del cielo (Zucchero Fornaciari)                     | Salva      |
| 9            | Damiano   | Mori     | Che coss'è l'amor (Vinicio Capossela)                                  | Salvo      |
| Ballottaggio |           |          |                                                                        |            |
| 1            | Sofia     | Mori     | Ma il cielo è sempre più blu (Rino Gaetano) - One of Us (Joan Osborne) | Salva      |
| 2            | Mario     | Morgan   | Personal Jesus (Depeche Mode) - Nothing Else Matters (Metallica)       | Eliminato  |

Voto dei giudici per eliminare:
- Morgan: Sofia, anche se ha apprezzato il suo percorso e continua a piacerle.
- Claudia Mori: Mario, perché ritiene che Sofia non meriti di essere eliminata proprio dopo l'esibizione di questa serata.
- Mara Maionchi: Mario, dicendo di preferire ancora Sofia.

INTEGRAZIONE
| Ordine | Cantante    | Giudice  | Canzone (cantante originale)                              | Risultato |
| ------ | ----------- | -------- | --------------------------------------------------------- | --------- |
| 1      | The Menlove | Maionchi | Can't Stand Losing You (The Police)                       | Eliminati |
| 2      | Cristiana   | Morgan   | This House is Empty Now (Elvis Costello & Burt Bacharach) | In Gara   |
| 3      | Tatiana     | Mori     | Release Me (Agnes)                                        | Eliminata |

### Sesta puntata
Data: Mercoledì 14 ottobre

Ospiti: Skin (Skunk Anansie), Samuele Bersani

Canzoni cantate dagli ospiti: Because of you (Skunk Anansie); Un periodo pieno di sorprese (Samuele Bersani)
Prima manche
| Ordine       | Cantante  | Giudice  | Canzone (cantante originale)                                           | Risultato  |
| ------------ | --------- | -------- | ---------------------------------------------------------------------- | ---------- |
| 1            | Marco     | Morgan   | Ashes to Ashes (David Bowie)                                           | Salvo      |
| 2            | Luana Biz | Maionchi | Due destini (Tiromancino)                                              | Ultimi due |
| 3            | Damiano   | Mori     | Baby Can I Hold You (Tracy Chapman)                                    | Ultimi due |
| 4            | Cristiana | Morgan   | La musica è finita (Ornella Vanoni)                                    | Salva      |
| 5            | Sofia     | Mori     | Mezzogiorno (Jovanotti)                                                | Salva      |
| Ballottaggio |           |          |                                                                        |            |
| 1            | Damiano   | Mori     | Un giorno credi (Edoardo Bennato) - Lontano lontano (Luigi Tenco)      | Salvo      |
| 2            | Luana Biz | Maionchi | Sono solo canzonette (Edoardo Bennato) - Billie Jean (Michael Jackson) | Eliminati  |

Voto dei giudici per eliminare:
- Claudia Mori: Luana Biz, perché ritiene che Damiano abbia talento, mentre i Luana Biz no.
- Mara Maionchi: Damiano, per salvare i propri artisti, i Luana Biz
- Morgan: Luana Biz, poiché non hanno un percorso definito, anche se trova che Damiano non si senta bene all'interno del programma.

Seconda manche
| Ordine       | Cantante  | Giudice  | Canzone (cantante originale)                                     | Risultato  |
| ------------ | --------- | -------- | ---------------------------------------------------------------- | ---------- |
| 1            | Chiara    | Morgan   | Shine On You Crazy Diamond/The Great Gig in the Sky (Pink Floyd) | Salva      |
| 2            | Francesca | Mori     | Black Horse and the Cherry Tree (KT Tunstall)                    | Ultimi due |
| 3            | Yavanna   | Maionchi | La Vie en rose (Édith Piaf-Grace Jones)                          | Ultimi due |
| 4            | Silver    | Morgan   | Non abbiam bisogno di parole (Ron)                               | Salvo      |
| Ballottaggio |           |          |                                                                  |            |
| 1            | Francesca | Mori     | Kiss from a Rose (Seal) - Calling You (Jevetta Steele)           | Eliminata  |
| 2            | Yavanna   | Maionchi | Teardrop (Massive Attack) - Figlio della luna (Mecano)           | Salve      |

Voto dei giudici per eliminare:
- Claudia Mori: Yavanna, dicendo di apprezzare maggiormente il "cuore" di Francesca rispetto ai tecnicismi delle Yavanna
- Mara Maionchi: Francesca, per salvare le sue artiste, le Yavanna
- Morgan: Francesca, riconoscendole però una crescita avvenuta nel corso delle settimane, a differenza delle Yavanna cambiate ma arrivate già all'inizio del programma ad un altissimo livello.

### Settima puntata
Data: Mercoledì 21 ottobre

Ospiti: Whitney Houston, Cesare Cremonini 

Canzoni cantate dagli ospiti: Million Dollar Bill (Whitney Houston); Il pagliaccio (Cesare Cremonini)

Morgan ha deciso di assegnare ai suoi cantanti (e anche alla sua candidata nell'integrazione) tutti brani dei Beatles perché ricorre il quarantesimo anniversario di uscita di Abbey Road, storico album della band di Liverpool.
| Ordine       | Cantante  | Giudice  | Canzone (cantante originale)                                                     | Risultato  |
| ------------ | --------- | -------- | -------------------------------------------------------------------------------- | ---------- |
| 1            | Silver    | Morgan   | Drive My Car (The Beatles)                                                       | Salvo      |
| 2            | Damiano   | Mori     | Non è per sempre (Afterhours)                                                    | Ultimi due |
| 3            | Marco     | Morgan   | Helter Skelter (The Beatles)                                                     | Salvo      |
| 4            | Yavanna   | Maionchi | Dancing (Elisa)                                                                  | Salve      |
| 5            | Cristiana | Morgan   | And I Love Her (The Beatles)                                                     | Ultimi due |
| 6            | Sofia     | Mori     | You Get What You Give (New Radicals)                                             | Salva      |
| 7            | Chiara    | Morgan   | Eleanor Rigby (The Beatles)                                                      | Salva      |
| Ballottaggio |           |          |                                                                                  |            |
| 1            | Cristiana | Morgan   | This House Is Empty Now (Elvis Costello) - Eppure sentire (Elisa)                | Eliminata  |
| 2            | Damiano   | Mori     | Redemption Song (Bob Marley) - La canzone dell'amore perduto (Fabrizio De André) | Salvo      |

Voto dei giudici per eliminare:
- Morgan: Damiano, per salvare la sua artista, Cristiana
- Claudia Mori: Cristiana, per salvare il suo artista, Damiano
- Mara Maionchi: Cristiana, perché il percorso di Damiano è stato più lungo del suo.

INTEGRAZIONE
| Ordine | Cantante        | Giudice  | Canzone (cantante originale)          | Risultato |
| ------ | --------------- | -------- | ------------------------------------- | --------- |
| 1      | Giuliano        | Mori     | Warwick Avenue (Duffy)                | In gara   |
| 2      | Fading Memories | Maionchi | To Lose My Life (White Lies)          | Eliminati |
| 3      | Gabriella       | Morgan   | Happiness Is A Warm Gun (The Beatles) | Eliminata |

### Ottava puntata
Data: Mercoledì 28 ottobre

Tema musicale della serata:  una cover con base, una cover "a cappella" 

Ospiti: Francesco De Gregori, Pixie Lott, Asia Argento 

Canzoni cantate dagli ospiti: Mama Do (Pixie Lott), Vai In Africa Celestino (Francesco De Gregori), Il suonatore Jones (Francesco De Gregori e Morgan)
| Ordine       | Cantante | Giudice  | Canzone (cantante originale)              | Risultato                           | Ordine                              | Canzone (cantante originale)                                             | Risultato  |
| ------------ | -------- | -------- | ----------------------------------------- | ----------------------------------- | ----------------------------------- | ------------------------------------------------------------------------ | ---------- |
| 1            | Sofia    | Mori     | If It Makes You Happy (Sheryl Crow)       | Salva                               | 13                                  | Goldrake (Alessio Caraturo)                                              | Salva      |
| 2            | Marco    | Morgan   | Insieme a te sto bene (Lucio Battisti)    | Salvo                               | 12                                  | L'appuntamento (Ornella Vanoni)                                          | Salvo      |
| 3            | Damiano  | Mori     | Il volo (Zucchero Fornaciari)             | Salvo                               | 11                                  | Piazza grande (Lucio Dalla)                                              | Ultimi due |
| 4            | Yavanna  | Maionchi | È tutto un attimo (Anna Oxa)              | Ultimi due                          |                                     | (avrebbero cantato Aquarius/Let the Sunshine In dei The Fifth Dimension) |            |
| 5            | Chiara   | Morgan   | E non finisce mica il cielo (Mia Martini) | Salva                               | 10                                  | Io che amo solo te (Sergio Endrigo)                                      | Salva      |
| 6            | Giuliano | Mori     | Back to Black (Amy Winehouse)             | Salvo                               | 9                                   | L'emozione non ha voce (Adriano Celentano)                               | Salvo      |
| 7            | Silver   | Morgan   | Le cose in comune (Daniele Silvestri)     | Salvo                               | 8                                   | Fatti mandare dalla mamma (Gianni Morandi)                               | Salvo      |
| Ballottaggio |          |          |                                           |                                     |                                     |                                                                          |            |
| 1            | Yavanna  | Maionchi | Aria (Gianna Nannini)                     | Aria (Gianna Nannini)               | Aria (Gianna Nannini)               | Aria (Gianna Nannini)                                                    | Salve      |
| 2            | Damiano  | Mori     | Baby Can I Hold You (Tracy Chapman)       | Baby Can I Hold You (Tracy Chapman) | Baby Can I Hold You (Tracy Chapman) | Baby Can I Hold You (Tracy Chapman)                                      | Eliminato  |

Voto dei giudici per eliminare:
- Claudia Mori: Yavanna, per salvare il suo artista, Damiano
- Mara Maionchi: Damiano, per salvare le sue artiste, le Yavanna
- Morgan: Damiano, orientandolo verso un disco di inediti scritti da lui stesso.

### Nona puntata
Data: Mercoledì 4 novembre

Tema musicale della serata: Festival di Sanremo 

Ospiti: Natalie Imbruglia, The Bastard Sons of Dioniso, Valeria Marini

Canzoni cantate dagli ospiti: Want (Natalie Imbruglia), Mi par che per adesso (The Bastard Sons of Dioniso)
| Ordine       | Cantante | Giudice  | Canzone (cantante originale)                                                                   | Risultato  |
| ------------ | -------- | -------- | ---------------------------------------------------------------------------------------------- | ---------- |
| 1            | Silver   | Morgan   | Un'avventura (Lucio Battisti)                                                                  | Salvo      |
| 2            | Giuliano | Mori     | L'immensità (Don Backy)                                                                        | Salvo      |
| 3            | Yavanna  | Maionchi | Vacanze romane (Matia Bazar)                                                                   | Salve      |
| 4            | Chiara   | Morgan   | Le mille bolle blu (Mina)                                                                      | Ultimi due |
| 5            | Sofia    | Mori     | Nessuno mi può giudicare (Caterina Caselli)                                                    | Ultimi due |
| 6            | Marco    | Morgan   | Almeno tu nell'universo (Mia Martini)                                                          | Salvo      |
| Ballottaggio |          |          |                                                                                                |            |
| 1            | Chiara   | Morgan   | Forbidden Colours (David Sylvian e Ryūichi Sakamoto) - La donna cannone (Francesco de Gregori) | Salva      |
| 2            | Sofia    | Mori     | You Get What You Give (New Radicals) - Fiori rosa fiori di pesco (Lucio Battisti)              | Eliminata  |

Voto dei giudici per eliminare:
- Morgan: Sofia, per salvare la sua artista, Chiara
- Claudia Mori: Chiara, per salvare la sua artista, Sofia
- Mara Maionchi: Sofia, ritenendola più interessante discograficamente e quindi già pronta per un disco all'esterno del programma.

INTEGRAZIONE
| Ordine | Cantante      | Giudice  | Canzone (cantante originale)          | Risultato |
| ------ | ------------- | -------- | ------------------------------------- | --------- |
| 1      | Angelo        | Morgan   | The Show Must Go On (Queen)           | Eliminato |
| 2      | Paola         | Mori     | Hyperballad (Björk)                   | In gara   |
| 3      | Spencer Wi-Fi | Maionchi | Get Down on It (Kool & the Gang/Blue) | Eliminati |

### Decima puntata
Data: Mercoledì 11 novembre

Tema musicale della serata: Una cover in italiano, una cover di Michael Jackson 

Ospiti: Mariah Carey, Spandau Ballet, Matteo Becucci, Amadeus 

Canzoni cantate dagli ospiti: I Want To Know What Love Is (Mariah Carey), Once More/Through the Barricades (Spandau Ballet), Ti Troverò (Matteo Becucci)
| Ordine       | Cantante | Giudice  | Canzone (cantante originale)                                   | Risultato                                                      | Ordine                                                         | Canzone di Michael Jackson                                     | Risultato  |
| ------------ | -------- | -------- | -------------------------------------------------------------- | -------------------------------------------------------------- | -------------------------------------------------------------- | -------------------------------------------------------------- | ---------- |
| 1            | Marco    | Morgan   | Onda su onda (Bruno Lauzi)                                     | Salvo                                                          | 11                                                             | Billie Jean                                                    | Salvo      |
| 2            | Paola    | Mori     | Briciole (Noemi)                                               | Salva                                                          | 10                                                             | I Just Can't Stop Loving You                                   | Salva      |
| 3            | Yavanna  | Maionchi | Alexander Platz (Milva)                                        | Salve                                                          | 8                                                              | Will You Be There                                              | Salve      |
| 4            | Chiara   | Morgan   | Vieni da me (Le Vibrazioni)                                    | Ultimi Due                                                     |                                                                |                                                                |            |
| 5            | Giuliano | Mori     | A chi mi dice (Blue)                                           | Salvo                                                          | 7                                                              | The Way You Make Me Feel                                       | Salvo      |
| 6            | Silver   | Morgan   | Giornali femminili (Luigi Tenco)                               | Salvo                                                          | 9                                                              | The Girl Is Mine (con Paul McCartney)                          | Ultimi due |
| Ballottaggio |          |          |                                                                |                                                                |                                                                |                                                                |            |
| 1            | Chiara   | Morgan   | Se Mai (Smile) (Charlie Chaplin) - Notturno (Mia Martini)      | Se Mai (Smile) (Charlie Chaplin) - Notturno (Mia Martini)      | Se Mai (Smile) (Charlie Chaplin) - Notturno (Mia Martini)      | Se Mai (Smile) (Charlie Chaplin) - Notturno (Mia Martini)      | Eliminata  |
| 2            | Silver   | Morgan   | Drive My Car (The Beatles) - Non è nel cuore (Eugenio Finardi) | Drive My Car (The Beatles) - Non è nel cuore (Eugenio Finardi) | Drive My Car (The Beatles) - Non è nel cuore (Eugenio Finardi) | Drive My Car (The Beatles) - Non è nel cuore (Eugenio Finardi) | Salvo      |

Voto dei giudici per eliminare:
- Claudia Mori: Silver, considerando il percorso dei due cantanti
- Mara Maionchi: Chiara, perché preferisce Silver
- Morgan: Chiara, volendo puntare nelle canzoni proprie di Silver.

### Undicesima puntata
Data: Mercoledì 18 novembre

Tema musicale della serata: Una cover in italiano, una cover in inglese eseguite entrambe con l'ausilio dell'orchestra 

Ospiti: Francesco Renga, Damiano Fiorella, Checco Zalone 

Canzoni cantate dagli ospiti: L'ultima occasione (Francesco Renga), Anima (Damiano)
| Ordine       | Cantante | Giudice  | Canzone (cantante originale)                                  | Risultato                                                     | Ordine                                                        | Canzone (cantante originale)                                  | Risultato  |
| ------------ | -------- | -------- | ------------------------------------------------------------- | ------------------------------------------------------------- | ------------------------------------------------------------- | ------------------------------------------------------------- | ---------- |
| 1            | Giuliano | Mori     | Mi ritorni in mente (Lucio Battisti)                          | Salvo                                                         | 9                                                             | Angels (Robbie Williams)                                      | Salvo      |
| 2            | Silver   | Morgan   | Space Oddity (David Bowie)                                    | Salvo                                                         | 8                                                             | La donna cannone (Francesco De Gregori)                       | Salvo      |
| 3            | Yavanna  | Maionchi | Neverending Story (Limahl)                                    | Salve                                                         | 7                                                             | Pazza idea (Patty Pravo)                                      | Ultimi due |
| 4            | Paola    | Mori     | Estate (Negramaro)                                            | Ultimi due                                                    |                                                               | (avrebbe cantato Secretly degli Skunk Anansie)                |            |
| 5            | Marco    | Morgan   | Kiss (Prince)                                                 | Salvo                                                         | 6                                                             | Il nostro concerto (Umberto Bindi)                            | Salvo      |
| Ballottaggio |          |          |                                                               |                                                               |                                                               |                                                               |            |
| 1            | Paola    | Mori     | Hyper-ballad (Björk) - Moondance (Van Morrison/Michael Bublé) | Hyper-ballad (Björk) - Moondance (Van Morrison/Michael Bublé) | Hyper-ballad (Björk) - Moondance (Van Morrison/Michael Bublé) | Hyper-ballad (Björk) - Moondance (Van Morrison/Michael Bublé) | Eliminata  |
| 2            | Yavanna  | Maionchi | Dancing (Elisa) - Aquarius (dal musical Hair)                 | Dancing (Elisa) - Aquarius (dal musical Hair)                 | Dancing (Elisa) - Aquarius (dal musical Hair)                 | Dancing (Elisa) - Aquarius (dal musical Hair)                 | Salve      |

Voto dei giudici per eliminare:
- Claudia Mori: Yavanna, per salvare la sua artista, Paola
- Mara Maionchi: Paola, poiché discograficamente, con le Yavanna, lavorerebbe meglio
- Morgan: Paola, dopo una lunga riflessione

### Dodicesima puntata
Data: Mercoledì 25 novembre 

Tema musicale della serata: Il brano inedito, una cover eseguita su base e una cover eseguita voce e pianoforte 

Ospiti: Gigi D'Alessio, Elio e le Storie Tese, Finley, Claudia Gerini 

Canzoni cantate dagli ospiti: Non riattaccare (Gigi D'Alessio), Gruppo Randa (Finley), Storia di un bellimbusto (Elio e le Storie Tese)
| Ordine       | Cantante | Giudice  | Canzone (cantante originale)                                          | Ordine                                                                | Canzone (cantante originale)                                          | Ordine                                                                | Canzone inedita (autore)                                              | Risultato  |
| ------------ | -------- | -------- | --------------------------------------------------------------------- | --------------------------------------------------------------------- | --------------------------------------------------------------------- | --------------------------------------------------------------------- | --------------------------------------------------------------------- | ---------- |
| 1            | Silver   | Morgan   | Sunday Morning (The Velvet Underground)                               | 8                                                                     | Un piccolo aiuto (Zucchero Fornaciari)                                | 10                                                                    | Fuori c'è il sole (Jerico)                                            | Ultimi Due |
| 2            | Yavanna  | Maionchi | Meravigliosa creatura (Gianna Nannini)                                | 7                                                                     | Orinoco Flow (Enya)                                                   | 11                                                                    | Una donna migliore (Tony Maiello/Gaudi/Yavanna)                       | Ultimi Due |
| 3            | Giuliano | Mori     | Stand by Me (Ben E. King)                                             | 6                                                                     | Quando (Pino Daniele)                                                 | 9                                                                     | Ruvido (Saggese/Ciappelli/Calvetti)                                   | Salvo      |
| 4            | Marco    | Morgan   | Back in Black (AC/DC)                                                 | 5                                                                     | Senza fine (Gino Paoli)                                               | 12                                                                    | Dove si vola (Saverio Grandi/Bungaro)                                 | Salvo      |
| Ballottaggio |          |          |                                                                       |                                                                       |                                                                       |                                                                       |                                                                       |            |
| 1            | Silver   | Morgan   | Un'avventura (Lucio Battisti) - Across the Universe (The Beatles)     | Un'avventura (Lucio Battisti) - Across the Universe (The Beatles)     | Un'avventura (Lucio Battisti) - Across the Universe (The Beatles)     | Un'avventura (Lucio Battisti) - Across the Universe (The Beatles)     | Un'avventura (Lucio Battisti) - Across the Universe (The Beatles)     | Eliminato  |
| 2            | Yavanna  | Maionchi | La Vie en rose (Édith Piaf/Grace Jones) - Never ending Story (Limahl) | La Vie en rose (Édith Piaf/Grace Jones) - Never ending Story (Limahl) | La Vie en rose (Édith Piaf/Grace Jones) - Never ending Story (Limahl) | La Vie en rose (Édith Piaf/Grace Jones) - Never ending Story (Limahl) | La Vie en rose (Édith Piaf/Grace Jones) - Never ending Story (Limahl) | Salve      |

Voto dei giudici per eliminare:
- Mara Maionchi: Silver, per migliorare e approfondire il futuro del suo gruppo
- Morgan: Yavanna, per difendere il suo artista nonostante apprezzi le Yavanna
- Claudia Mori: Silver, perché a suo parere le Yavanna sono più brave

### Tredicesima puntata (Finale)
Data: Mercoledì 2 dicembre

Tema musicale della serata: Il brano inedito, una cover, un duetto con una popstar famosa e un medley per i primi due finalisti 

Ospiti: Lucio Dalla, Alex Britti, Max Pezzali, Antonella Clerici, Lorella Cuccarini, 50 Cent, Gianna Nannini 

Canzoni cantate dagli ospiti: Caruso (Lucio Dalla con Giuliano), Come mai (Max Pezzali con le Yavanna), Oggi sono io (Alex Britti con Marco), Baby by me (50 Cent), Sogno (Gianna Nannini), Puoi sentirmi? (Lucio Dalla)
| Ordine      | Cantante | Giudice  | Duetto | Ordine | Canzone (cantante originale) | Ordine | Canzone inedita (autore) | Risultato     |
| ----------- | -------- | -------- | --- | --- | --- | --- | --- | ------------- |
| 1           | Giuliano | Mori     | Caruso (con Lucio Dalla) | 6 | Bella senz'anima (Riccardo Cocciante) | 8 | Ruvido (Saggese/Ciappelli/Calvetti) | Salvo         |
| 2           | Yavanna  | Maionchi | Come mai (con Max Pezzali) | 4 | Zombie (The Cranberries) | 9 | Una donna migliore (Tony Maiello/Gaudi/Yavanna)                                                                                              | Terze         |
| 3           | Marco    | Morgan   | Oggi sono io (con Alex Britti) | 5 | Amore assurdo (Morgan) | 7 | Dove si vola (Saverio Grandi/Bungaro) | Salvo         |
| Finalissima |          |          | | | | | |               |
| 1           | Giuliano | Mori     | Warwick Avenue/Back to Black/L'immensità (Duffy/Amy Winehouse/Don Backy) - Quando (Pino Daniele)                                             | Warwick Avenue/Back to Black/L'immensità (Duffy/Amy Winehouse/Don Backy) - Quando (Pino Daniele)                                             | Warwick Avenue/Back to Black/L'immensità (Duffy/Amy Winehouse/Don Backy) - Quando (Pino Daniele)                                             | Warwick Avenue/Back to Black/L'immensità (Duffy/Amy Winehouse/Don Backy) - Quando (Pino Daniele)                                             | Warwick Avenue/Back to Black/L'immensità (Duffy/Amy Winehouse/Don Backy) - Quando (Pino Daniele)                                             | Secondo 48%   |
| 2           | Marco    | Morgan   | Psycho Killer/My Baby Just Cares for Me/Almeno tu nell'universo (Talking Heads/Nina Simone/Mia Martini) - The Fool on the Hill (The Beatles) | Psycho Killer/My Baby Just Cares for Me/Almeno tu nell'universo (Talking Heads/Nina Simone/Mia Martini) - The Fool on the Hill (The Beatles) | Psycho Killer/My Baby Just Cares for Me/Almeno tu nell'universo (Talking Heads/Nina Simone/Mia Martini) - The Fool on the Hill (The Beatles) | Psycho Killer/My Baby Just Cares for Me/Almeno tu nell'universo (Talking Heads/Nina Simone/Mia Martini) - The Fool on the Hill (The Beatles) | Psycho Killer/My Baby Just Cares for Me/Almeno tu nell'universo (Talking Heads/Nina Simone/Mia Martini) - The Fool on the Hill (The Beatles) | Vincitore 52% |

## Premio della Critica
Classifica:
- 01. Marco Mengoni (punteggio: 125)
- 02. Giuliano Rassu (punteggio: 122)
- 03. Damiano Fiorella (punteggio: 112)
- 04. Paola Canestrelli (punteggio: 101)
- 05. Chiara Ranieri (punteggio: 92)

## Ospiti
| Puntata | Ospiti nei Live Show                                                                                  |
| ------- | --- |
| 1       | Noemi e Fiorella Mannoia                                                                              |
| 2       | Simple Minds                                                                                          |
| 3       | Eros Ramazzotti, Neffa e Daria Bignardi                                                               |
| 4       | Tokio Hotel e Claudio Cecchetto                                                                       |
| 5       | Federico Zampaglione e Mika                                                                           |
| 6       | Skin e Samuele Bersani                                                                                |
| 7       | Whitney Houston e Cesare Cremonini                                                                    |
| 8       | Francesco De Gregori, Pixie Lott e Asia Argento                                                       |
| 9       | Natalie Imbruglia, The Bastard Sons of Dioniso e Valeria Marini                                       |
| 10      | Mariah Carey, Spandau Ballet, Matteo Becucci e Amadeus                                                |
| 11      | Francesco Renga, Damiano Fiorella e Checco Zalone                                                     |
| 12      | Gigi D'Alessio, Elio e le Storie Tese, Finley e Claudia Gerini                                        |
| 13      | Lucio Dalla, Alex Britti, Max Pezzali, Antonella Clerici, Lorella Cuccarini, 50 Cent e Gianna Nannini |

## Piazzamenti in classifica

### Compilation
- X Factor 3 Compilation (Ricordi)
- X Factor - The Christmas Album (con i concorrenti delle prime 3 edizioni) (Ricordi)

### Brani delle compilation entrati in classifica
| Artista          | Brano                           | Posizioni in classifica      |
| Artista          | Brano                           | Italian FIMI Downloads Chart |
| ---------------- | ------------------------------- | ---------------------------- |
| Marco Mengoni    | White Christmas                 | 13                           |
| Tutti i cantanti | All I want for Christmas is you | 19                           |

### Inediti
| Artista        | Brano              | Posizioni in classifica      |
| Artista        | Brano              | Italian FIMI Downloads Chart |
| -------------- | ------------------ | ---------------------------- |
| Marco Mengoni  | Dove si vola       | 1                            |
| Giuliano Rassu | Ruvido             | 3                            |
| Damiano        | Anima              | 13                           |
| Yavanna        | Una donna migliore | 40                           |
| Silver         | Fuori c'è il sole  | —                            |

### EP
| Artista        | Album              | Posizioni in classifica  |
| Artista        | Album              | Italian FIMI Album Chart |
| -------------- | ------------------ | ------------------------ |
| Marco Mengoni  | Dove si vola       | 9                        |
| Giuliano Rassu | Ruvido             | 35                       |
| Damiano        | Anima              | —                        |
| Yavanna        | Una donna migliore | —                        |